# 哈布斯堡的阿尔布雷希特二世
哈布斯堡的阿尔布雷希特二世（卒于1140 年7月14日） 是哈布斯堡伯爵維爾納一世（1025-1096 年）与妻子巴登伯爵夫人雷格林达的长子。 

## 生平
阿尔布雷希特二世在穆里担任总督。 他与朱登塔·冯·奥滕堡-希尔林根结婚。 在他死后没有子嗣。 他的兄弟哈布斯堡的奥托二世可能是第一个自称冯·哈布斯堡的人。

## 引用
1. ↑  . 外部链接存在于|title= (帮助)
 （页面存档备份，存于）
2. ↑   Wappenbuch des Hans Ulrich Fisch （德文）